# La Colonia (Sonora)
La Colonia es un pueblo del municipio de Cumpas ubicado en el centro-este del estado mexicano de Sonora, en la zona de la Sierra Madre Occidental. El pueblo es la sexta localidad más habitada del municipio, ya que según los datos del Censo de Población y Vivienda realizado en 2020 por el Instituto Nacional de Estadística y Geografía (INEGI), La Colonia tiene un total de 201 habitantes.

## Geografía
La Colonia se sitúa en las coordenadas geográficas 29°58′55″ de latitud norte y 109°46'07" de longitud oeste del meridiano de Greenwich, a una elevación de 749 metros sobre el nivel del mar.